# Chickasaw
Chickasaw so severnoameriško indijansko ljudstvo, ki je prvotno živelo ob reki Tennessee na območju današnjih zveznih držav Mississippi, Alabama in Tennessee ter spada v kulturno območje jugovzhodnega gozdovnega območja Združenih držav Amerike. Ime Chickasaw izvira iz besede chikasha in pomeni bodisi 'upornik' bodisi 'iz Chicsa'.
Pleme Chickasaw Nation v Oklahomi je s približno 38.000 člani plemena danes trinajsto največje pleme, priznano na zvezni ravni (federally recognized tribe) v ZDA. Poleg tega obstaja pleme Chaloklowa Chickasaw Indian People, ki ga je poleti 2005 država Južna Karolina uradno priznala kot Native American Indian Group (ne smemo zamenjevati z state recognized tribe).
Jezikovno in kulturno so tesno povezani s Choctawi (Chahta), saj oba jezika tvorita tako imenovano zahodno Muskogean skupino iz jezikovne družine Muskogean (Maskoki).
V 19. stoletju so bili oboji – skupaj z Creek, Seminoli in Cherokee (Tsalagi) – znani kot dve od Petih civiliziranih narodov, ker so sprejeli številne kulturne in tehnološke prakse z – pogosto prisilno ali zaradi samozaščite izvedeno – asimilacijo in akulturacijo od Evropejcev. Vendar jih to ni zaščitilo, prav tako kot ne drugih štirih ljudstev, pred tem, da bi bili med obdobjem preselitev Indijancev pod pritiskom ameriške vojske nasilno izgnani po "Poti solza (Trail of Tears)" v na novo določeno Indijansko ozemlje, današnjo Oklahomo.

## Zgodovina
Izvor Chickasaw je negotov. Ko so jih Evropejci prvič opisali, so Chickasaw živeli v vaseh v današnjem Mississippiju in zahodnem Tennesseeju, manjše število pa v Južni Karolini. Verjetno so se priselili na to območje in morda niso bili potomci prazgodovinskih Indijancev misisipijske kulture.
Chickasaw so imeli sloves pogumnih in močnih bojevnikov. Njihovo vojaško kulturo je mogoče primerjati s kulturo starih Špartancev. Prvi stik Evropejcev s Chickasaw je bil leta 1540, ko jih je opisal španski raziskovalec Hernando de Soto. Po več nesporazumih so Chickasaw napadli De Sotovo odpravo in Španec je nadaljeval pot.
Chickasaw so začeli trgovati z Britanci, potem ko je bila leta 1670 ustanovljena kolonija Karolina. Britanci so jih oskrbovali z orožjem, Chickasaw so napadali svoje sovražnike Choctaw, jih ujemali in prodajali v suženjstvo, kar se je končalo šele, ko so Choctawi sami dobili orožje od Francozov. Chickasaw so se v 18. stoletju pogosto borili proti Francozom in Choctawom, na primer v bitki pri Akiji maja 1736, dokler Francija po francoski in indijanski vojni ni opustila svojih ozemelj v regiji.
Večina plemena je bila med preseljevanjem Indijancev v 1830-ih deportirana na indijansko ozemlje (sedež v današnji Adi, Oklahoma). Pripadniki plemena Južna Karolina-Chickasaw, znani tudi kot Chaloklowa Chickasaw, so organizirali plemensko vlado in bili poleti 2005 uradno priznani s strani države Južna Karolina (sedež v Indiantownu, Južna Karolina).
Med ameriško državljansko vojno je bila nacija Chickasaw zavezana južnim državam in je bila zadnja konfederacijska skupnost, ki se je pred ameriškimi četami predala.
Glavno mesto nacije Chickasaw je bilo od 1855 do 1907 Tishomingo (Oklahoma). Tretja glavna stavba je bila do nedavnega uporabljena kot sodišče okrožja Johnston, dokler je ni ponovno pridobila nacija Chickasaw. Današnja glavna stavba je bila zgrajena iz rdečega granita v viktorijanskem gotskem slogu in se nahaja v Adi.

### Chickasaw kampanji 1736 in 1739
Leta 1729 je izbruhnil upor Natchez, kjer je bilo pleme poraženo. Daleč največja skupina Natchezov, ki je pobegnila Francozom, je štela 1.000 ljudi (vključno z 200 bojevniki), ki so našli pot do Chickasawov.
Francozi so večinoma ignorirali druge preživele Natcheze, vendar je skupina Chickasawov izkoristila njihov prihod in zatočišče za napade na plemena, ki so Francozom pomagala pri njihovem uničenju. Spodbuden s skorajšnjim uničenjem plemena Fox v deželi Illinois poleti 1730, je guverner Etienne Périer ne le ukazal Chickasawom, naj predajo Natcheze, ki so živeli med njimi, ampak je obnovil prejšnje francoske zahteve, naj takoj prenehajo z vso trgovino z Britanci. Čeprav so počasi odgovorili, so Chickasawi na koncu zavrnili oboje in da bi poudaril, da misli resno, je Périer leta 1731 prepričal Choctawe, da so na grmadi sežgali tri njihove ujetnike Chickasawov. Vendar pa so se Choctawi v tem času, glede na svoje prejšnje izkušnje s Chickasawi in lastno željo po trgovanju z Britanci, izkazali za nejevoljne zaveznike, kar je Francoze prisililo, da so se obrnili na svoje zaveznike severno od reke Ohio: Illinois; plemena Wabash (Wea, Piankashaw, Kickapoo) in plemena Detroit (Wyandot, Ottawa, Chippewa in Potawatomi).
Francozi so kmalu odkrili, kako trmast nasprotnik so lahko Chickasawi. Za razliko od Natchezov, vasi Chickasawov niso bile ob Mississippiju, ampak v razgibanem hribovitem območju severovzhodnega Mississippija, oddaljeni lokaciji, zaradi katere so bili zelo težko napadljivi. Da bi bilo še huje, so bili Chickasawi močno oboroženi in so se v času vojne umaknili v nekaj velikih utrjenih mest, zaradi česar so bili praktično nepremagljivi za karkoli razen za veliko vojsko s topovi in drugo težko opremo. Ker niso mogli prepričati Choctawov, da bi napadli Chickasawe, so Francozi leta 1731 spodbudili vrsto kaznovalnih napadov svojih severnih zaveznikov, vendar so napadalci utrpeli velike izgube in povračilni napadi Chickasawov v naslednjih nekaj letih so južni Illinois in Indiano spremenili v vojno območje in zdesetkali plemena Illinois in Wabash. Hkrati so Chickasawi izmenično napadali nekatere skupine Choctawov in drugim ponujali mir. Ta prizadevanja so sčasoma obrodila sadove in leta 1733 so Chickasawi uspeli skleniti ločen mir s severnimi Choctawi. Naslednje leto so Chickasawi kljubovalno zaprli reko Misisipi za francosko trgovino.
Francozi so pretrpeli izgube svojih severnih zaveznikov in prebeg Choctawov, vendar je bila zapora Misisipija zadnja kaplja. Sprejeta je bila odločitev, da se Chickasawi uničijo na enak način kot Foxi in Natchezi in za to sta bili leta 1736 zbrani dve ločeni vojski za usklajen napad na domovino Chickasawov. V začetku leta se je severna sila pod poveljstvom majorja Pierra d'Artaguetteja zbrala v Fort de Chartres (Kaskaskia, Illinois). Poleg 30 francoskih rednih vojakov je vključevala 100 pripadnikov milice in skoraj 300 bojevnikov Illinois, Wea in Piankashaw, ki so jih vodili poglavar Illinoisov Chicagou in Francois de la Valterie, Sieur de Vincennes, poveljnik Fort Vincennes na reki Wabash. Medtem naj bi Bienville, stari nasprotnik Chickasawov, poveljeval drugi sili 600 Francozov in 1.000 zvestih bojevnikov Choctawov, ki naj bi sledila reki Tombigbee severno od Mobile in napadla Chickasawe z juga.
Prvotni načrt je bil, da obe vojski začneta napade konec marca in se srečata v glavnem mestu Chickasawov Ackia (Tupelo, Mississippi). Artaguette je zapustil Fort de Chartres po načrtih konec februarja. Vendar pa je Bienville zamujal do prvega tedna aprila zaradi nenavadno močnih dežev in počasnega prihoda njegovih zaveznikov Choctawov. Na žalost je blokada Misisipija s strani Chickasawov preprečila komunikacijo in Bienville ni imel načina, da bi Artaguetteja obvestil o svoji zamudi. Po hitrem potovanju po Mississippiju je severna sila prispela v Chickasaw Bluffs (Memphis, Tennessee) v začetku marca in zgradila majhno utrdbo kot oskrbovalno bazo, medtem ko je čakala novice od Bienvilla. Novic ni bilo in po treh tednih je Artaguettu zmanjkovalo hrane in se je soočil s težko izbiro ali naj se vrne v Illinois ali napade sam. Po posvetovanju s svojimi zavezniki je bila sprejeta usodna odločitev. Pustil je 25 mož, da so branili utrdbo, in se premaknil proti jugovzhodu proti vasem Chickasaw, njegov napredek pa je upočasnjevala potreba po vlečenju topov in oskrbovalnih vozov skozi blato.
Seveda so Chickasawi opazili prisotnost francoske vojske na pečinah in so čakali v svojih utrdbah. Artaguette ni bil neumen in se je s svojo majhno silo odločil napasti Chocolisso, eno manjših mest Chickasaw, 25. marca. Vendar je bilo močno utrjeno in ko je začetni napad propadel, so Francoze in njihove zaveznike prikovali s križnim ognjem. Sredi tega je prispelo 400 bojevnikov Chickasaw iz bližnjega mesta in udarilo francoski bok. Illinois, Wea in Piankashaw niso videli prihodnosti v teh okoliščinah in so pobegnili, Francoze pa so pustili, da so se branili sami. Štirideset Francozov je sledilo njihovemu zgledu, vendar z boljšim redom in pobegnilo po neverjetnih navodilih 16-letnega fanta po imenu Voison. Sedemnajst Francozov je bilo ujetih, vključno z Artaguettom, Vincennesom in kaplanom očetom Antoinom Senatom, ki je ostal, da bi skrbel za ranjence. Chickasaw so jih sprva dobro obravnavali, morda so upali, da jih bodo Francozi odkupili z običajnim plačilom konj. Vendar, ko je prispela novica o napredovanju druge francoske vojske pod Bienvillom, je prijaznost hitro izginila.
Chickasaw so ubili Artaguetta in ostale tako, da so jih žive zažgali, nato pa so se pripravili na napad iz nasprotne smeri. Bienville je zapustil Mobile 2. aprila, nevedoć, kaj se je zgodilo z Artaguettom. Novica o katastrofi ga je dosegla na poti in 20. je zastal na meji ozemlja Choctaw (32 km pod mestom, kjer se potok Noxubee pridruži reki Tombigbee), da bi zgradil Fort Tombecbé kot oskrbovalno bazo. Obstajale so tudi pomembne razlike, ki jih je bilo treba rešiti s Choctawi, ki so želeli napasti tri glavna mesta Chickasaw, medtem ko so bili Francozi odločeni začeti z mestom, ki so ga zasedli begunci Natchez. Dogovorjeno je bilo, da se najprej napade Ackio, vendar je Bienvillova vojska, ki se je morala boriti z istim blatom in terenom kot Artaguette, prispela šele konec maja. Do takrat so Chickasaw s pomočjo britanskih trgovcev vsako hišo v Ackiji spremenili v miniaturno utrdbo. Imeli so tudi smodnik in zaloge, zajete od Artaguetta ter francoske bojne načrte, vendar so Bienvillove sile še vedno prekašale 450 Chickasaw in 150 Natchez branilcev Ackie skoraj tri proti ena.
Ker so bile prisotne ženske in otroci, so Chickasaw poslali delegacijo, da bi preverili ali bi bilo mogoče dogovoriti premirje, vendar so jih Choctaw ubili. Potem ni bilo več poti nazaj. Bombardiranje je prebilo zidove in francoski redni vojaki, ki so nosili težke volnene vreče čez zgornji del telesa, da bi se zaščitili pred mušketnimi kroglami, so vdrli notri z granatami proti utrjenim hišam. Branilci so jih ujeli v križnem ognju, merili so na nezaščitene noge in granate so tisti dan ubile več Francozov kot Chickasaw. Ostrostrelci Chickasaw so prav tako povzročili strašne izgube med francoskimi častniki, kar je močno prispevalo k zmedi med kasnejšim umikom. Francozi so začeli počasen umik in nato pobegnili. Poleg stotin resno ranjenih so pustili 70 mrtvih na polju in vrsto zapuščenih mrtvih vse do Fort Tombecbé. Izgube Choctaw so bile verjetno okoli 100 in število bi bilo veliko višje, če bi se Chickasawe odločili za pregon.
To je bil najhujši poraz, ki so ga Francozi kdaj doživeli s strani domorodcev. Medtem ko se je izmenjava napadov in protinapadov nadaljevala med Chickasaw in francoskimi zavezniki severno od Ohia, so Francozi iskali načine, kako maščevati to žalitev njihove vojaške časti. Zadeva je pritegnila celo pozornost francoske monarhije in 700 rednih vojakov je bilo poslanih v Louisiano s posebnimi navodili, da jih je treba uporabiti za "uničenje" Chickasawov. Do leta 1739 je bil Bienville pripravljen poskusiti znova, tokrat z vojsko, skoraj dvakrat večjo od tiste, ki je bila poražena leta 1736. Kot prej je bila severna skupina 40 rednih vojakov in 150 bojevnikov plemena Illinois iz Fort de Chartres pod poveljstvom Alphonsa La Buissonniereja, ki je nasledil Artaguetteja kot poveljnika dežele Illinois. Tokrat Bienville ni prepustil ničesar naključju, da bi se obe sili povezali in je, plujoč gorvodno z ladjo iz New Orleansa, srečal kontingent Illinoisov pri Chickasaw Bluffs 15. avgusta. Zgradil je Fort Assumption za podporo napredovanju vojske, a nenadoma se je zdelo, da lahko Chickasawi prikličejo dež, da jih brani, tako enostavno kot njihovi bojevniki. Bienvillejevo vojsko sta ustavila "blato in poplava", posledica nenavadnih in dolgotrajnih padavin za tisti čas v letu. Ker niso mogli napredovati v notranjost, se je po francoskih taboriščih širila bolezen in hitro zmanjšala njihove vrste.
Na koncu je bil edini napad, ki ga je Bienvillejeva vojska lahko izvedla, neuspešen poskus Pierra de Célerona s 600 kanadskimi vojaki in domorodnimi zavezniki, da bi zavzeli mesto Chickasaw in vzeli talce. Choctawi so bili še manj navdušeni nad tem konfliktom in po večletnem spogledovanju z britanskimi trgovci je "Red Shoes", pomemben poglavar, sklenil ločen mir s Chickasawi, ki ga je sprejela večina zahodnih Choctawov. Potrebna so bila razkošna francoska darila, da bi preprečili prebeg vzhodnih Choctawov in zdaj, ko je bila Bienvillejeva odprava obtičala v blatu, je obstajala velika nevarnost, da bi Choctawi, najpomembnejši francoski zaveznik, prešli na stran Britancev. Februarja je delegacija Chickasawov prispela v Fort Assumption, da bi sklenila mir in Bienville je bil prisiljen podpisati sporazum, kjer je bila edina koncesija Chickasawov nadaljevanje francoskega prometa po Misisipiju. Po svojem drugem neuspehu pri premagovanju Chickasawov je Bienville zapustil Fort Assumption in se v sramoti vrnil v New Orleans.
Nadomestil ga je markiz de Vaudreuil. Chickasawi so Francozom zadali tri zaporedne poraze, vendar jih je to stalo tri četrtine njihovega prebivalstva in niso si mogli privoščiti več takšnih "zmag". Ker so videli nekaj možnosti, da bi Bienvillejev odhod odprl vrata trajnemu miru s Francozi, je delegacija Chickasawov avgusta 1743 obiskala Vaudreuila in prosila za mir. Vaudreuilov odgovor pa ni bil nič novega. Chickasawi morajo prenehati s trgovanjem z Britanci in sprejeti avtoriteto svojega francoskega "očeta" z dodatnim pogojem, da mir potrebuje tudi soglasje Choctawov. Na žalost so bili Choctawi takrat ostro razdeljeni na britanske in francoske frakcije in se niso mogli dogovoriti o ničemer. Tako ni bilo nič iz mirovne pobude Chickasawov in Francozi so še naprej plačevali Choctawom za skalpe Chickasawov in zasužnjevali ujete Chickasawe. Vendar, medtem ko so bili Choctawi zaposleni z notranjimi problemi, se je razvilo zatišje v njihovih bojih s Chickasawi. Choctawi so zapadli v državljansko vojno in medtem so si Chickasawi opomogli. Malo zatem je prišlo do francosko-indijanske vojne, ki jo je Francija izgubila in se bila prisiljena umakniti iz Severne Amerike. Chickasawi so bili tako rešeni nevarnega nasprotnika.

## Kultura
Chickasaw so imeli, tako kot mnoga domorodna ljudstva, "dvojno organizacijo" in so tradicionalno delili svoje vasi ter celotno družbo na dve matrilinearni moieti (dedne linije) – Impsaktea in Intcutwalipa –, ki sta se obe sklicevali na skupno mater in s tem na skupno krvno sorodstvo, tako da so se Chickasaw ločeno sklicevali na dve (legendarni) materinski liniji. Ker poroke med "sorodniki" niso bile dovoljene, so bile poroke dovoljene ne znotraj, temveč le med obema moietama (eksogamija, da bi se izognili sorodstvenim porokam). Članstvo v posamezni moieti je bilo dedno in nespremenljivo, zato je oseba tudi po poroki ostala članica svoje moieti.
Pashofa, zdrobljena bela koruza, kuhana s svinjino, je glavna jed, ki se še vedno uživa. Prašiči niso del prvotne favne Amerike; vendar so nekateri primerki iz De Sotove odprave pobegnili in podivjali.
Pripona -mingo se uporablja za označevanje poglavarstva. Na primer, Tishomingo je bilo ime slavnega poglavarja Chickasaw. Mesto Tishomingo (Misisipi) in okrožje Tishomingo sta bila poimenovana po njem. Black Mingo Creek v Južni Karolini je bil poimenovan po kolonialnem poglavarju Chickasaw, ki je območje nadzoroval kot nekakšno lovišče. Včasih se piše minko, kar pa je običajno znak starejših literarnih referenc.

## Nacija Chickasaw danes
Po besedah Billa Anoatubbyja, podguvernerja nacije Chickasaw v Oklahomi, je minilo skoraj sedem generacij, odkar so bili Chickasaw izgnani iz svoje domovine na jugovzhodu Združenih držav (stanje 2023). Nacija Chickasaw se danes razprostira na 13 okrožjih na jugovzhodu Oklahome. Od 1980-ih se plemenska vlada osredotoča na izgradnjo gospodarsko raznolike baze za ustvarjanje sredstev za podporo programov in storitev.

## Chaloklowa-Chickasaw danes
Leta 2005 je imelo pleme Chaloklowa Chickasaw Indian People of South Carolina 176 članov. Istega leta so prejeli državno priznanje kot "državno priznana skupina".

## Spletne povezave
- Offizielle Website der Chickasaw-Nation in Oklahoma
- Tishomingo (angleško)
- Chickasaw History Arhivirano 12. september 2008 na Wayback Machine.